# Accalathura laevitelson
Accalathura laevitelson är en kräftdjursart som först beskrevs av Brian Frederick Kensley 1975.  Accalathura laevitelson ingår i släktet Accalathura och familjen Leptanthuridae. Inga underarter finns listade i Catalogue of Life.